# Jet (Band)
Jet ist eine australische Rockband, die sich nach elf Jahren und drei Alben 2012 aufgelöst hatte, sich jedoch 2016 wieder neu formierte.

## Geschichte
In Dingley, einem Vorort von Melbourne, waren die Brüder Nic und Chris Cester zuhause. Dem zwei Jahre älteren Nic sagten Soul, R&B und Rockmusik vom Schlage The Who mehr zu als der Grunge, der ringsum von den Gleichaltrigen gehört wurde. Chris hatte in seines Vaters Plattenbestand gekramt und zwischen seinen Geschmack nicht treffenden Alben ein herausragendes entdeckt, nämlich Abbey Road von den Beatles. Derart inspiriert legten sie die Tennisschläger-Gitarrenimitation und das Impro-Schlagzeug beiseite, schlossen das Kapitel imaginäre Band „The Boys“, lernten um 1996 richtig Gitarre bzw. Schlagzeug spielen, jammten brüderlich zusammen und gründeten 2001 mit Cameron Muncey, einem weiteren Gitarristen, eine Band. Kurz und zündend sollte der Name sein, und möglichst einen Bezug zu den Beatles haben: man wählte „Jet“, Titel eines Paul-McCartney-Liedes aus dem Jahre 1973. Der Sängerposten fiel Nic zu, jedenfalls der hauptamtliche, denn die anderen übernahmen auch Gesangsparts. Doug Armstrong, einem Arbeitskollegen der Brüder bot man an, als Bassist mitzuwirken. Ein ehemaliger Schulfreund von Chris namens Jason Doukas spielte anfangs zusätzlich Keyboards, blieb aber nicht dabei. Sie probten in einer freigeräumten Ecke in einer Lagerhalle der Gewürzfabrik, in der Nic als Gabelstaplerfahrer und Chris als Lastwagenfahrer arbeiteten. Im Laufe des Jahres 2002 ersetzte Mark Wilson Armstrong. Er wollte eigentlich Geschichtslehrer werden und spielte nur in seiner Freizeit Bass in einer anderen lokalen Band. Auf Vergnügungstour im Melbourner Nachtleben zusammengetroffen, offerierte man Wilson die Teilhabe an einem nach oben strebenden Projekt, er zögerte folglich mit seiner Zusage, die deshalb erst nach einiger Überlegung telefonisch nachgereicht wurde. Alle Mitglieder waren, als die Formation endgültig stand, 22 Jahre plus/minus ein Jahr alt. Die Brüder hatten mehrjährige Jobs auf dem Buckel, bei Nic waren es bereits fünf Jahre, und gaben diese nun auf.
Die ersten Konzerte fanden zu einem Zeitpunkt statt als eine andere australische Band, The Vines, gerade große internationale Erfolge feierte. Live gebärdeten sich die Jet-Musiker wie AC/DC. Sie setzten musikalisch die Tradition der Kinks fort, mit einem modernen Hauch Oasis dabei. Im Programm hatten sie neben größtenteils selbstverfassten und sorgfältig einstudierten Stücken auch die Elvis-Presley-Nummer That’s Alright, Mama. 2002 ließ man in Eigenregie eine Vinyl-EP in einer Tausender-Auflage pressen, die komplett verkauft wurde. Dirty Sweet hatte eigentlich nur Demoqualität, da sie in sieben Stunden aufgenommen worden war. Eine Nachauflage in derselben Höhe für England wurde ebenfalls restlos abgesetzt. Jet schob eine vom Erlös finanzierte einseitig mit der nur knapp drei Minuten langen Komposition Take It or Leave It bespielte Single im 12"-Format nach, die im New Musical Express gefeiert wurde, was in Verbindung mit dem bekannt gewordenen EP-Ausverkauf Elektra veranlasste, Jet unter Vertrag und die EP ins reguläre Programm zu nehmen, wo sie dann ab Mai 2003 wieder zu haben war. Im Profi-Business angekommen, durfte Jet im Frühjahr 2003 die australischen Shows für die Rolling Stones eröffnen.
Die ersten fremdfinanzierten Aufnahmen führten die Band in die Sunset Sound Studios nach Los Angeles. Für die Produzenten-Tätigkeit wurde Dave Sardy verpflichtet, dem sich bereits The Dandy Warhols und Marilyn Manson anvertraut hatten. Beatles-Legende Billy Preston spielte für ein ansehnliches Honorar, das es den Beatles-Verehrern nicht erlaubte, viel Zeit mit Gesprächen zuzubringen, zweimal Hammond-Orgel auf dem Album Get Born, welches im Oktober 2003 veröffentlicht wurde. Auf der Homepage der Band schrieb man, es klänge so als wolle man den Ramones Konkurrenz machen. Das Riffing brachte bei Rezensenten vor allem Assoziationen zu AC/DC hervor. Der New Musical Express blieb seiner Linie treu und lobte das Werk über den Klee. Die Single-Auskopplung Are You Gonna Be My Girl wurde rasch zum Radiohit. In den einzelnen Weltregionen wurden jeweils unterschiedliche B-Seiten-Songs beigegeben. In Deutschland gab es sogar zwei verschiedene Einspielungen von Are You Gonna Be My Girl, die mit jeweils verschiedenen Beigaben versehen wurden. Die Verschiedenartigkeit war dadurch erkenntlich, dass es eine „CD1“ mit blauem Titelschriftzug und eine „CD2“ mit rotem Titelschriftzug, aber ansonsten gleichem Cover, gab. Das Album profitiert vom Single-Hit und hatte sich bald drei Millionen Mal verkauft. Später würden es knapp vier Millionen Exemplare sein. Es gab sieben Australian-Recording-Industry-Association-Nominierungen, davon wurden sechs auch tatsächlich eingefahren. Um sich den vielen zu Fans gewordenen CD-Käufern und noch neutralen neugierigen Konzertgängern live vorstellen zu können, konzentrierte sich die Band aufs Touren. Nach Deutschland kam sie im Frühjahr 2004. Im Sommer 2005 beteiligte sich Jet am politisch motivierten Live-8-Konzert nahe Toronto. Die Band gab drei Lieder zum Besten und war Bestandteil des All Star Ensembles unter Neil Youngs Federführung, das zum Abschluss Rockin in the Free World vortrug. Anschließend wurde das eigene Tourneeprogramm fortgesetzt, bei dem Jet in Europa in die Oasis-Tour einstieg. Ein Jahr zuvor, während der Welttournee im Sommer 2004, war der Vater der Brüder gestorben, und sie gefühlsmäßig in ein Loch gefallen. Der Umstand, dass John Cester schon länger schwer krebskrank gewesen war, verminderte den emotionalen Absturz nicht. Er war schließlich erst 45 Jahre alt. Nach unterschiedlich langer Trauerbewältigung hatten beide erkannt, dass die Musik der Weg war, aus dem Tief herauszukommen und die Lebensfreude zurückzugewinnen. Dies war der Anfang der Arbeit am Nachfolgealbum. Aus 50 Ideen wurden schließlich 15 Lieder, die in sechs Monaten ausgearbeitet wurden. Jedes hat seine speziellen Reminiszenzen, sei es Curtis Mayfield oder The Beach Boys. Das Titelstück Shine On kommt – und das deutet die Benennung schon an – dem Pink-Floyd-Klassiker Shine On You Crazy Diamond passagenweise nahe und ist dem verstorbenen Vater gewidmet. Andere, von den Musikmagazinen aufgespürte, Reminiszenzen: The Rolling Stones, The Who und beinahe selbstredend wieder The Beatles, und zwar bei All You Have to Do. Chris Cester legte Wert auf die Feststellung, dass neben den Balladen auch Punk vertreten sei und nannte Stand Up und That’s All Lies. Cameron Muncey meinte zur Produktion: „Nachdem wir um die Welt gereist sind und in riesigen Stadien gespielt haben, wollten wir, dass die Songs einen fetteren, mächtigeren Sound haben. Wir wollen mit diesem Album so viele Leute wie möglich ansprechen.“
Erste Sessions und Aufzeichnungen wurden auf Barbados durchgeführt, am Ende der Fertigstellungskette standen die Hillside Manor Studios in Los Angeles, wo erneut unter der Regie von Dave Sardy, der inzwischen angesagte Bands wie Oasis, Dirty Pretty Things, Primal Scream u. a. produziert hatte, an Shine On gearbeitet wurde. Es erschien im Oktober 2006. Laut Gitarre und Bass ist es ein „Mega-Flop“. Für Allmusic lief die Platte nur einfach schlecht. Laut.de bemängelte, dass die angebliche Ausdrucksstärke und Spontaneität sich doch wieder als Nachahmung von AC/DC und Rolling Stones entpuppen würde und die Balladenansammlung eine Guns-n’-Roses-artige Gefühlsduselei darstelle. Eine andere Beurteilung erfuhr das Album im Intro. Dort hieß es, es sei „vielschichtiger und ambitionierter“. Als „Meisterwerk“ bezeichnete es darüber hinaus das Eclipsed. Das Kaufinteresse wecken wollende WOM Magazin verpasste ihm sofort die Adelung „zeitloser Klassiker“. Weltweit wurden weit weniger Exemplare verkauft als vom Vorgänger und erst recht vom Vorvorgänger, dennoch hätten die Chartplatzierungen anderen Bands alle Ehre gemacht.
Jet begab sich weiter auf Tournee. Der Druck war enorm und die Flucht in Drogen so einfach. Es dauerte etwas, bis man das erkannt hatte und Konsequenzen zog. Nic Cester nahm, als es möglich war, eine rund einjährige Auszeit. Er, der vorher schon öfter in Italien gewesen war, zog nach Como, kaufte dort ein Haus und gedachte damit seines Urgroßvaters, der nach dem Krieg Norditalien verlassen hatte, um in Australien neu zu beginnen. Inzwischen war Elektra von Atlantic übernommen worden. Plötzlich hatte die Plattenfirma nicht nur neue Mitarbeiter, sondern auch eine neue Ausrichtung, zu der Jet nicht mehr passte. Ein Labelwechsel schien unausweichlich. Die Band geriet in eine regelrechte Krise, in der die gemeinsame Basis in Frage gestellt wurde, doch Chris Cester und Cam Muncey blieben eisern und sind in Sachen Albumplanung vorangeprescht. So begannen 2008 die Arbeiten am dritten Album Shaka Rock, das im August 2009 vorlag. Die Resonanz darauf war enttäuschend. Die Rezensentin von laut.de sah es zwiespältig: Es biete schnellen, tanzbaren Beat-Sound neben Kuschelrock für zuhause. Es fehle indes „das Neue, Überraschende, was der Bandname verspicht“.
Am 26. März 2012 gaben die Musiker die Bandauflösung über ihre Homepage und Facebook bekannt:

“A Message To Our Fans: After many successful years of writing, recording and touring we wish to announce our discontinuation as a group. From the many pubs, theatres, stadiums and festivals all across the world it was the fans that made our amazing story possible and we wish to thank them all. Thank you, and goodnight.”

Die Medien verbreiteten sie und es wurde in diesem Zusammenhang außerdem bekannt, dass die Brüder Cester bereits eine neue Band namens DamnDogs gestartet hatten.

## Stil
Häufig wird die Stilbezeichnung Garage Rock gebraucht. Dazu Nic Cester: „Es ist uns nicht so arg recht, in die Schublade Garagen-Rock-Band gesteckt zu werden.“ Ebenso häufig ist die Umschreibung Retro-Rock anzutreffen. Diese wird selbst auf der Band-Website zur Selbstbeschreibung herangezogen. Auf die 1960er und 1970er wird ebenfalls oft verwiesen. Bisweilen mit dem Akzent auf der psychedelischen Komponente. Dazu Nic Cester: „Und mein Stil ist definitiv von den 1960ern geprägt – also sehr melodisch, aber auch minimalistisch. Ich bin keiner, der da groß rummacht und wer weiß wie angibt, sondern ich spiele vor allem das, was gut für den Song ist. Also was ihn richtig verstärkt, statt von ihm abzulenken.“ Andere Redakteure wiederum legen sich einfach auf den Begriff „ursprünglicher Rock’n'Roll“ fest.
Als Vorbilder und Einflüsse auf Musik, Kleidungsstil, Artwork etc. wurden genannt:
- AC/DC[2][7][4][1][19][6][3][21][20]
- The Beach Boys[2]
- The Beatles[2][1][7][19][9][21][14]
- The Easybeats[1]
- The Faces[1]
- The Kinks[2][1]
- Oasis[2][1][3]
- Pink Floyd[21]
- Ramones[6]
- The Rolling Stones[1][6][3][21]
- T. Rex[1]
- The Vines[21]
- The Who[2][1][7]

## Diskografie

### Studioalben
| Jahr | Titel      | Höchstplatzierung, Gesamtwochen, AuszeichnungChartplatzierungen (Jahr, Titel, Platzierungen, Wochen, Auszeichnungen, Anmerkungen) | Höchstplatzierung, Gesamtwochen, AuszeichnungChartplatzierungen (Jahr, Titel, Platzierungen, Wochen, Auszeichnungen, Anmerkungen) | Höchstplatzierung, Gesamtwochen, AuszeichnungChartplatzierungen (Jahr, Titel, Platzierungen, Wochen, Auszeichnungen, Anmerkungen) | Höchstplatzierung, Gesamtwochen, AuszeichnungChartplatzierungen (Jahr, Titel, Platzierungen, Wochen, Auszeichnungen, Anmerkungen) | Höchstplatzierung, Gesamtwochen, AuszeichnungChartplatzierungen (Jahr, Titel, Platzierungen, Wochen, Auszeichnungen, Anmerkungen) | Höchstplatzierung, Gesamtwochen, AuszeichnungChartplatzierungen (Jahr, Titel, Platzierungen, Wochen, Auszeichnungen, Anmerkungen) | Höchstplatzierung, Gesamtwochen, AuszeichnungChartplatzierungen (Jahr, Titel, Platzierungen, Wochen, Auszeichnungen, Anmerkungen) | Anmerkungen                              |
| Jahr | Titel      | DE | AT | CH | UK | US | AU | NZ | Anmerkungen                              |
| ---- | ---------- | --- | --- | --- | --- | --- | --- | --- | ---------------------------------------- |
| 2003 | Get Born   | DE19 (8 Wo.)DE | AT51 (9 Wo.)AT | CH85 (4 Wo.)CH | UK14 Platin · (38 Wo.)UK | US26 Platin · (85 Wo.)US | AU1 ×8Achtfachplatin · (84 Wo.)AU                                                                                                 | NZ17 Platin · (17 Wo.)NZ | Erstveröffentlichung: 13. Oktober 2003   |
| 2006 | Shine On   | DE47 (3 Wo.)DE | AT34 (3 Wo.)AT | CH30 (4 Wo.)CH | UK13 Gold · (3 Wo.)UK | US16 (5 Wo.)US | AU3 Platin · (17 Wo.)AU | NZ35 (1 Wo.)NZ | Erstveröffentlichung: 29. September 2006 |
| 2009 | Shaka Rock | DE59 (1 Wo.)DE | AT38 (2 Wo.)AT | CH15 (4 Wo.)CH | UK53 (1 Wo.)UK | US27 (3 Wo.)US | AU5 Platin · (8 Wo.)AU | NZ22 (2 Wo.)NZ | Erstveröffentlichung: 21. August 2009    |

### Kompilationen
- 2004: Rare Tracks

### EPs
- 2003: Dirty Sweet
- 2009: She’s a Genius

### Singles
| Jahr | Titel Album                                 | Höchstplatzierung, Gesamtwochen, AuszeichnungChartplatzierungen (Jahr, Titel, Album, Platzierungen, Wochen, Auszeichnungen, Anmerkungen) | Höchstplatzierung, Gesamtwochen, AuszeichnungChartplatzierungen (Jahr, Titel, Album, Platzierungen, Wochen, Auszeichnungen, Anmerkungen) | Höchstplatzierung, Gesamtwochen, AuszeichnungChartplatzierungen (Jahr, Titel, Album, Platzierungen, Wochen, Auszeichnungen, Anmerkungen) | Höchstplatzierung, Gesamtwochen, AuszeichnungChartplatzierungen (Jahr, Titel, Album, Platzierungen, Wochen, Auszeichnungen, Anmerkungen) | Höchstplatzierung, Gesamtwochen, AuszeichnungChartplatzierungen (Jahr, Titel, Album, Platzierungen, Wochen, Auszeichnungen, Anmerkungen) | Höchstplatzierung, Gesamtwochen, AuszeichnungChartplatzierungen (Jahr, Titel, Album, Platzierungen, Wochen, Auszeichnungen, Anmerkungen) | Höchstplatzierung, Gesamtwochen, AuszeichnungChartplatzierungen (Jahr, Titel, Album, Platzierungen, Wochen, Auszeichnungen, Anmerkungen) | Anmerkungen                              |
| Jahr | Titel Album                                 | DE | AT | CH | UK | US | AU | NZ | Anmerkungen                              |
| ---- | ------------------------------------------- | --- | --- | --- | --- | --- | --- | --- | ---------------------------------------- |
| 2003 | Are You Gonna Be My Girl Get Born           | DE49 (7 Wo.)DE | — | — | UK16 ×2Doppelplatin · (7 Wo.)UK | US29 Gold · (25 Wo.)US | AU20 Gold · (21 Wo.)AU | NZ17 ×2Doppelplatin · (8 Wo.)NZ | Erstveröffentlichung: 1. September 2003  |
| 2004 | Rollover DJ Get Born                        | — | — | — | UK34 (3 Wo.)UK | — | AU21 (7 Wo.)AU | — |                                          |
| 2004 | Look What You’ve Done Get Born              | — | — | — | UK28 (3 Wo.)UK | US37 Gold · (20 Wo.)US | AU14 (11 Wo.)AU | NZ16 (17 Wo.)NZ | Erstveröffentlichung: 8. März 2004       |
| 2004 | Cold Hard Bitch Get Born                    | — | — | — | UK34 (2 Wo.)UK | US55 (20 Wo.)US | AU33 (12 Wo.)AU | — |                                          |
| 2004 | Get Me Outta here Get Born                  | — | — | — | UK37 (2 Wo.)UK | — | — | — |                                          |
| 2006 | Put Your Money Where Your Mouth Is Shine On | — | — | — | UK23 (5 Wo.)UK | — | AU14 (8 Wo.)AU | — | Erstveröffentlichung: 18. September 2006 |
| 2006 | Bring It on Back Shine On                   | — | — | — | UK51 (2 Wo.)UK | — | — | — |                                          |
| 2007 | Rip It Up Shine On                          | — | — | — | — | — | AU49 (1 Wo.)AU | — |                                          |
| 2009 | She’s a Genius Shaka Rock                   | — | — | — | — | — | AU20 Gold · (14 Wo.)AU | NZ18 Gold · (18 Wo.)NZ | Erstveröffentlichung: 15. Juni 2009      |
| 2010 | Seventeen Shaka Rock                        | — | — | — | — | — | AU31 Gold · (11 Wo.)AU | — |                                          |

Weitere Singles
- 2002: Take It or Leave It
- 2006: Shine On
- 2009: Black Hearts (On Fire)

### Videoalben
- 2004: Family Style
- 2004: Right Right Right (UK)

## Auszeichnungen für Musikverkäufe
| Goldene Schallplatte - Japan - 2004: für das Album Get Born Platin-Schallplatte - Argentinien - 2004: für das Album Get Born - Italien - 2023: für die Single Are You Gonna Be My Girl - Kanada - 2004: für das Album Get Born - Spanien - 2024: für die Single Are You Gonna Be My Girl |

Anmerkung: Auszeichnungen in Ländern aus den Charttabellen bzw. Chartboxen sind in ebendiesen zu finden.
| Land/RegionAuszeichnungen für Musikverkäufe (Land/Region, Auszeichnungen, Verkäufe, Quellen) | Gold     | Platin       | Verkäufe  | Quellen             |
| -------------------------------------------------------------------------------------------- | -------- | ------------ | --------- | ------------------- |
| Argentinien (CAPIF)                                                                          | —        | Platin1      | 40.000    | capif.org.ar        |
| Australien (ARIA)                                                                            | 3× Gold3 | 10× Platin10 | 805.000   | aria.com.au         |
| Italien (FIMI)                                                                               | —        | Platin1      | 100.000   | fimi.it             |
| Japan (RIAJ)                                                                                 | Gold1    | —            | 100.000   | riaj.or.jp          |
| Kanada (MC)                                                                                  | —        | Platin1      | 100.000   | musiccanada.com     |
| Neuseeland (RMNZ)                                                                            | Gold1    | 3× Platin3   | 82.500    | radioscope.co.nz    |
| Spanien (Promusicae)                                                                         | —        | Platin1      | 60.000    | elportaldemusica.es |
| Vereinigte Staaten (RIAA)                                                                    | 2× Gold2 | Platin1      | 2.000.000 | riaa.com            |
| Vereinigtes Königreich (BPI)                                                                 | Gold1    | 3× Platin3   | 1.600.000 | bpi.co.uk           |
| Insgesamt                                                                                    | 8× Gold8 | 21× Platin21 |           |                     |